# SPAD S.A
O SPAD S.A (também chamado de S.A.L.) foi um biplano por tração francês de dois lugares que voou pela primeira vez em 1915. 
O SPAD S.A foi usado pela França e pela Rússia nos estágios iniciais da Primeira Guerra Mundial nas funções de caça e reconhecimento. Foi uma aeronave com característica única que carregava seu observador em uma nacele à frente da asa e do motor.

## Projeto e desenvolvimento
O protótipo SPAD A.1 foi a primeira aeronave produzida pela SPAD após sua reorganização da empresa Deperdussin do pré-guerra. O designer-chefe, Louis Béchereau, esteve envolvido no projeto de monoplanos de corrida monocoque de sucesso da empresa, e muitos detalhes de design foram transferidos dos Deperdussins.

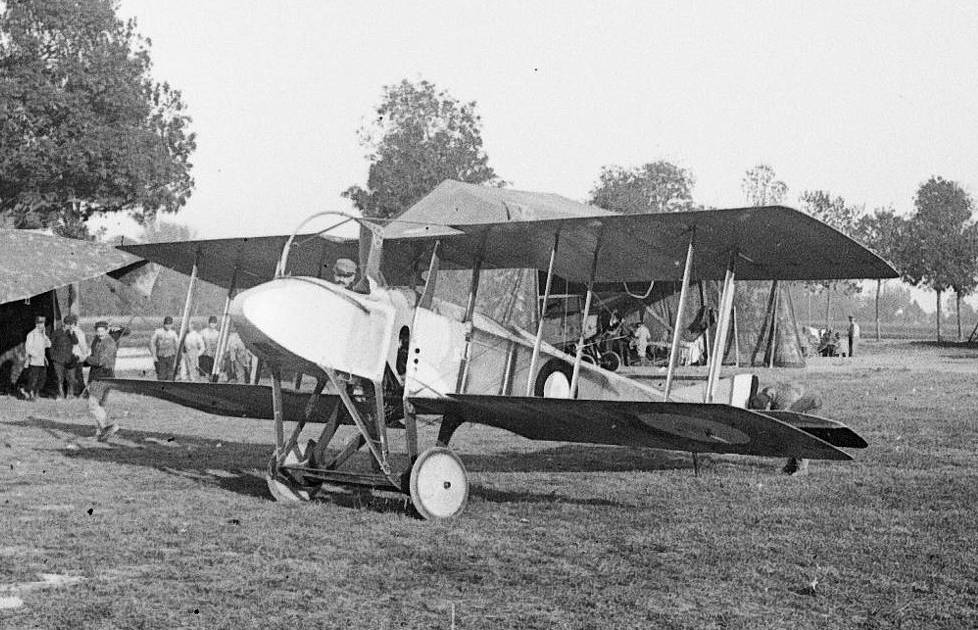
Um SPAD S.A-2 em Somme-Vesle em 1915.

A aeronave foi projetada para transportar não apenas seu piloto na posição normal, mas também um observador em uma nacela aerodinâmica à frente da hélice. Esta configuração foi uma tentativa de combinar as vantagens dos tipos por tração e por impulsão, dando ao observador um campo de visão claro para a frente e para os lados sem a penalidade de arrasto do modelo por impulsão típico. No entanto, a comunicação entre o piloto e o observador era quase impossível. O "púlpito" (como era conhecido em inglês) ou "cesta" (como era chamado em russo) vibrava muito e, em vários casos, se separava do resto da aeronave durante o voo. Como muitos modelos por impulsão, também colocou o observador em risco de ser esmagado mesmo em uma colisão relativamente leve ou "capotamento" no pouso. Uma avaliação britânica do tipo sugeriu que "seria custoso aos observadores se pilotado por pilotos indiferentes".
Embora não tenha sido originalmente projetado explicitamente como uma posição de artilheiro, a experiência inicial de combate mostrou a necessidade de metralhadoras de disparo frontal. Mas os mecanismos para permitir que uma arma disparasse através da hélice ainda não estavam disponíveis, e a nacele do observador no "S.A-1" representava uma solução temporária.
Além das versões "S.A" de 2 lugares, um caça monoposto, o SPAD S.G, também foi produzido com metralhadoras de disparo frontal fixos na nacele do nariz, sem nenhum ocupante. As armas do "S.G" não eram acessíveis ao piloto, o que causava problemas quando ocorriam paralisações e com o engatilhar das armas para o combate.
Em todos, exceto nos primeiros protótipos e no "SPAD S.G", a nacele foi equipada com uma metralhadora leve em um suporte tubular flexível e incorporou entradas de ar nas laterais e na parte inferior para redirecionar o ar para o motor giratório Le Rhône, que de outra forma era mascarado pela nacele. A partida do motor exigia que a hélice fosse balançada ao lado da fuselagem. A nacele foi articulada na parte inferior para fornecer algum acesso ao motor para manutenção, mas isso foi insuficiente, e painéis deslizantes foram adicionados aos lados da fuselagem. Uma tela de malha atrás do observador destinava-se a evitar colisões com a hélice. Os primeiros protótipos estavam desarmados, mas a produção dos "S.A" logo foi eclipsada por caças mais convencionais, como o Nieuport 10 e o Nieuport 11.
Além da configuração pouco ortodoxa, a aeronave era de madeira e tecido padrão para o período. As asas tinham uma única baia, mas para evitar que os longos cabos de vôo e pouso vibrassem durante o voo, foram adicionados suportes verticais leves no meio da baia para prender os fios, dando à aeronave a aparência de um biplano de duas baias, assim como foi feito para os caças monopostos SPAD S.VII e SPAD S.XIII posteriores, mais convencionais.
O SPAD S.A.2 foi uma versão melhorada do "S.A.1" que voou pela primeira vez em 21 de maio de 1915.
O motor de 110 hp do "S.A-2" frequentemente sofria de superaquecimento, então o projeto foi revertido para o "S.A-1" com o Le Rhone de 80 hp no "S.A-4", com o mesmo motor sendo adaptado para alguns "S.A-2". Outras mudanças incluíram dispensar os ailerons inferiores nas asas inferiores da corda mais estreita e um plano de cauda maior para eliminar a necessidade de uma corda elástica para ajudar na regulagem. Os modelos russos tinham pequenas diferenças estruturais em relação à asa superior, incorporando uma seção central separada em vez de cada painel de asa ser unido ao longo da linha central.
Apesar de não ter tido sucesso, o projeto trouxe uma experiência valiosa para Béchereau e sua equipe. O caça S.VII bem sucedido foi um desenvolvimento direto da série "A". Tinha muito em comum. No entanto, as diferenças incluíam a dispensa do púlpito, sendo re-motorizado com um Hispano-Suiza 8, com uma cauda em forma de delta, a fuselagem sendo equipada com longarinas de carenagem adicionais, bordas de fuga de arame, espaçamento entre nervuras reduzido e proporções levemente ajustadas. A maioria dos outros detalhes de design foram mantidos.

## Histórico operacional

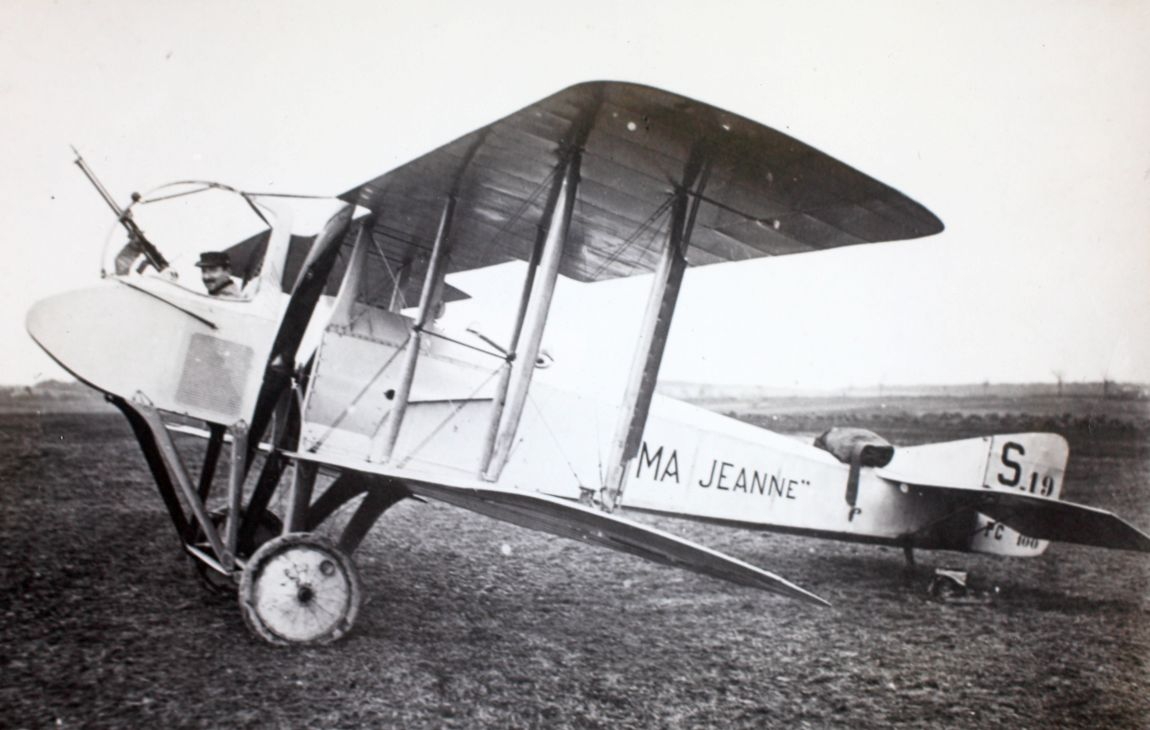
SPAD S.A-2 "Ma Jeanne".

O "S.A" teve uma carreira curta e pouco auspiciosa na Aviação Militar Francesa, e foi rapidamente substituído em serviço por aeronaves menos perigosas. Fontes contemporâneas indicam que raramente era usado. Poucos detalhes estão disponíveis sobre as carreiras das 42 fuselagens "S.A-2" entregues, e nunca forneceu todo o equipamento de uma esquadrilha.
O Serviço Aéreo da Rússia Imperial operou o SPAD S.A-2 e S.A-4 por um longo período de tempo devido à falta de aeronaves disponíveis. Cerca de 57 "S.A-2" e "S.A-4" foram para o Serviço Aéreo da Rússia Imperial. Durante as operações de inverno, as aeronaves russas foram equipadas com esquis em vez de rodas. Embora as tripulações russas também pensassem muito pouco no SPAD (não ajudado pelo acrônimo "SPAD" (СПАД) que em russo que significa "queda" ou "despencar"), pelo menos duas tripulações obtiveram sucesso com ele.
Em 25 de novembro de 1916, o piloto russo Karpov e seu artilheiro, Bratolyubov Jurij Aleksandrovich, reivindicaram o abate um avião alemão perto da vila de Vulka.
Pelo menos um exemplar sobreviveu para ser usado brevemente pela União Soviética antes de aposentar todos os tipos obsoletos.

## Variantes
- SPAD S.A-1 – variante de produção inicial com motor Le Rhône 9C de 80 hp e cauda cônica – 11 construídos.[4]
- SPAD SA-2 – variante de produção principal com estabilizador de corda constante e motor Le Rhône 9J de 110 hp.[6] – 35 construídos
- SPAD SA-3 – treinador de controle duplo, com piloto e observador recebendo montagens de armas flexíveis – dois construídos com motor Le Rhône 9J de 110 hp.[7]
- SPAD SA-4 – um A.2 melhorado com um motor Le Rhône 9C de 80 hp menos potente.[4] – 59 construídos.[6]
- SPAD S.D – aeronave ligeiramente maior com uma posição de artilheiro adicional atrás do piloto, equipada com um motor Renault 8Fg de 220 hp – um construído
- SPAD S.G – S.A com observador substituído por metralhadoras montados na nacele – um construído e outro modificado.[6]
- SPAD S.H – desenvolvimento não construído sem púlpito, precursor do SPAD S.V (5), que era o protótipo do SPAD S.VII

## Operadores

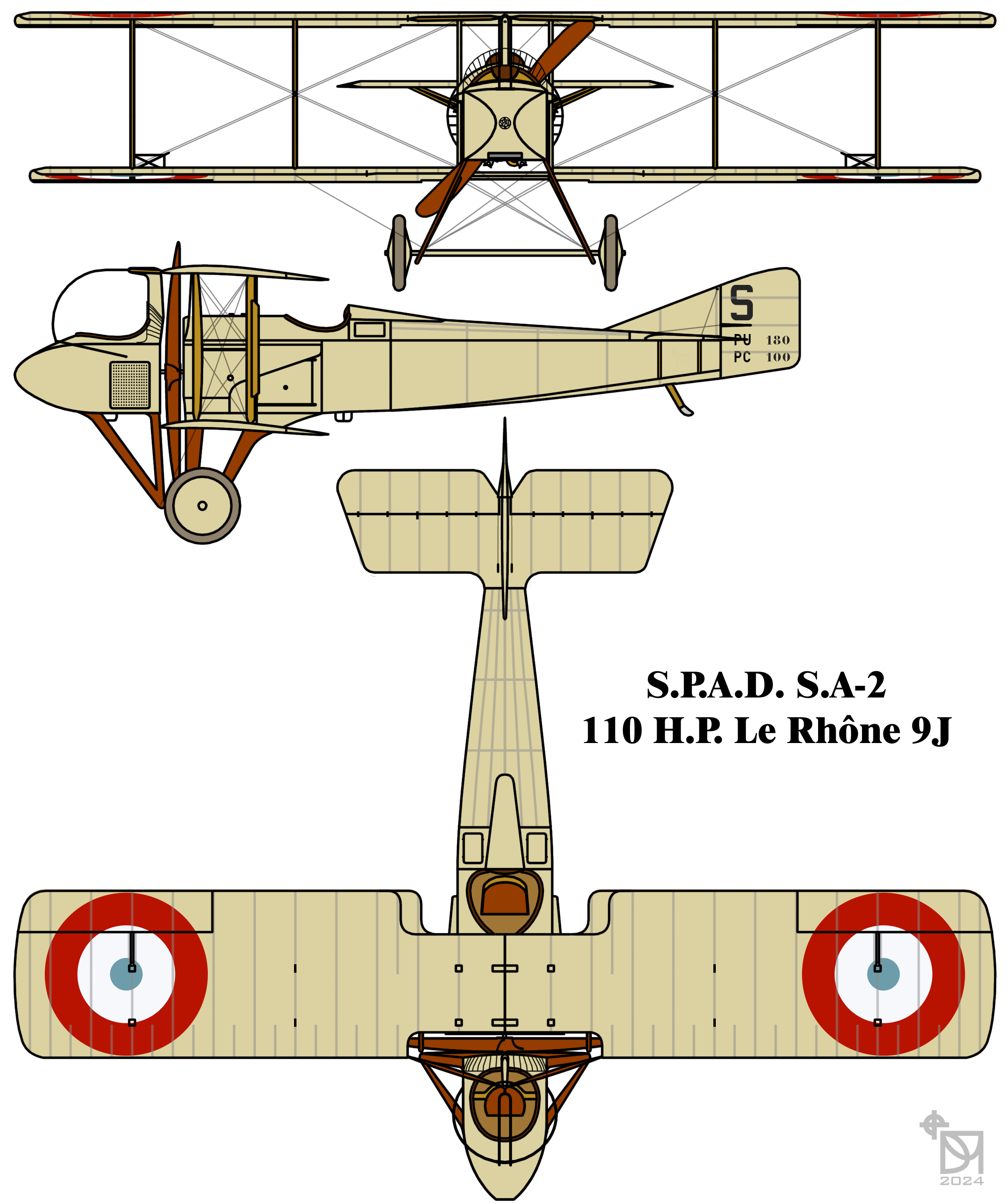
Ilustração em 3 vistas do SPAD S.A.2.

França
- Exército do Ar e do Espaço

 Império Russo
- Serviço Aéreo da Rússia Imperial

 União Soviética
Força Aérea Soviética

## Especificações (S.A-2)
Dados de: French aircraft of the First World War, Aviafrance: SPAD S.A-2
Descrições gerais
- Tripulação: 1 piloto
- Capacidade: 1 artilheiro
- Comprimento: 7,3 m (24 ft)
- Envergadura: 9,55 m (31 ft)
- Altura: 2,6 m (8,5 ft)
- Área alar: 25,36 m² (273 ft²)
- Peso vazio: 414 kg (913 lb)
- Peso bruto (carregado): 674 kg (1 490 lb)

Motorização
- Número de motores: 1x
- Tipo do motor: Le Rhône 9J giratório, de 9 cilindros, refrigerado a ar
- Potência por motor: 110 hp (82,0 kW)
- Descrição do propulsor/hélice: Hélice de madeira de passo fixo de 2 pás

Performance
- Velocidade máxima: 140 km/h (87,0 mph)
- Autonomia: 3 hs
- Razão de subida: 2.6 m/s

Armamentos
- Metralhadoras/canhões: 1 metralhadora "ligeira" de .303" (7,7 mm) – tipos usados incluíram Lewis, Colt, Hotchkiss e Madsen